# Estación Bresser-Mooca
Estación Bresser-Mooca es una de las estaciones de la Línea 3-Roja del metro de la ciudad Brasileña de São Paulo. Fue inaugurada el 23 de agosto de 1980.  
Se llamaba solo "Estación Bresser" hasta el 25 de julio de 2006, cuando el Diario Oficial del Estado publicó el decreto N.º 50.995, firmado el día anterior por el entonces Gobernador Cláudio Lembo, modificando su nombre por el utilizado actualmente. Pero curiosamente, la estación se sitúa en el distrito de Brás, a pocos metros del límite con el distrito de Mooca, de acuerdo con los mapas oficiales de la prefectura de São Paulo. 

## Características

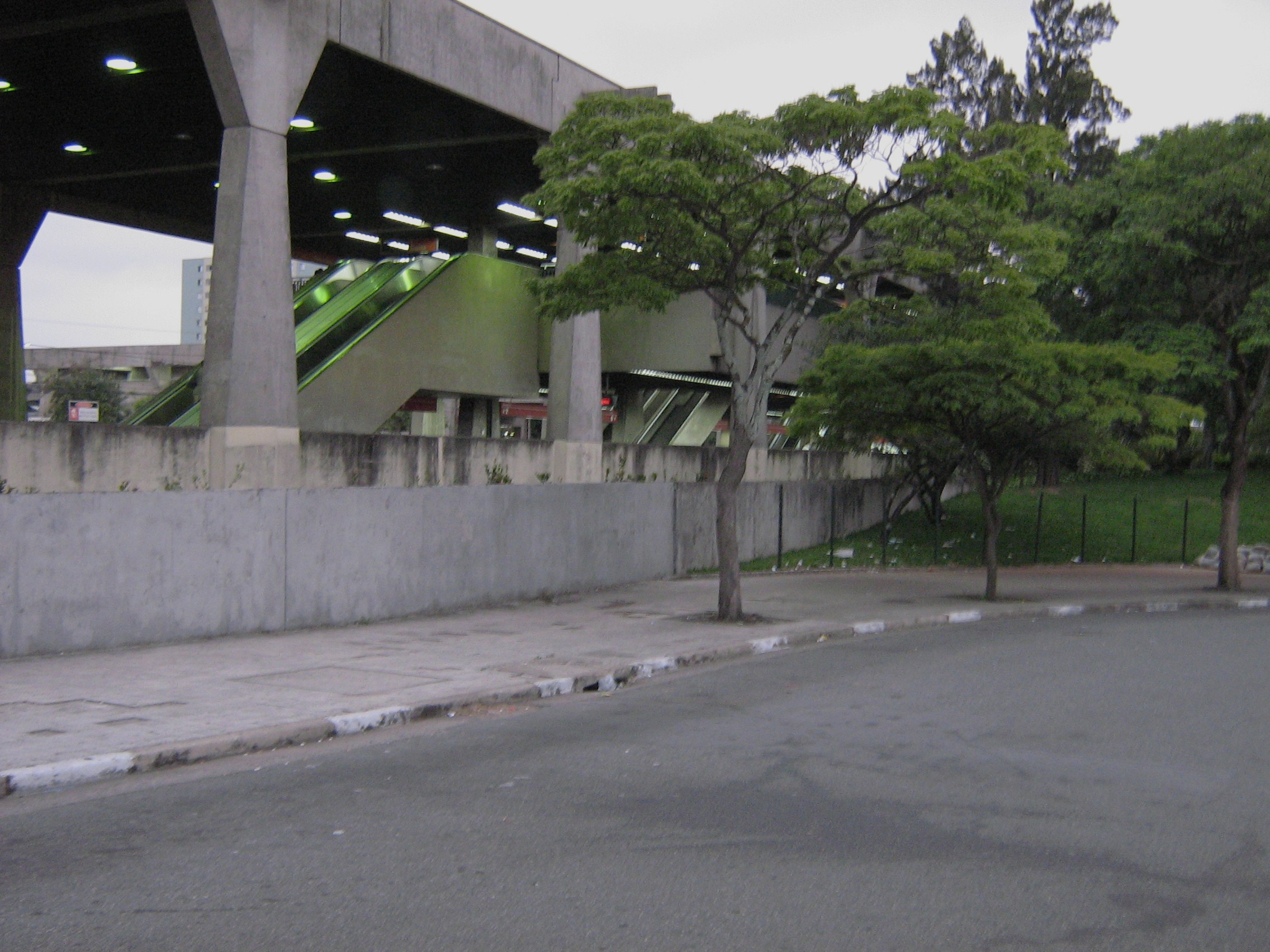
Brás, São Paulo

Fue la primera estación preamoldada del Metro de São Paulo. Estación semielevada con entrepiso de distribución sobre plataforma central en superficie, estructura en concreto aparente y techado con premoldeados de concreto. Originalmente se preveía que sería una estación subterránea. Posee acceso para portadores de discapacidades físicas a través de rampas. Capacidad de hasta 20.000 pasajeros por día.

## Proyectos
Se estudia una conexión con una línea que saldría de esta estación, tendiendo como destino la estación Corifeu. Para entonces, la antigua Terminal de autobuses Bresser será destruida para la construcción de la estación.

## Puntos de interés y utilidad pública
- Memorial do Imigrante
- Oficina Cultural Amácio Mazzaropi
- Universidade Anhembi Morumbi
- PMSP Creche Antônia M. Lamberga
- Parroquia Mundial dos Milagres
- Hospital y Maternidad de Brás
- Hospital Nossa Senhora da Conceição
- IBCC - Instituto Brasileño de Control del Cáncer
- Hospital Itamaraty
- Hospital Vasco da Gama
- Arsenal de la Esperanza
- Secretaría de Administración Penitenciaria
- Universidade São Judas Tadeu
- ETE Camargo Aranha.[4]

## Obras de arte
La estación no forma parte del "Itinerario de Arte en las Estaciones" (Metro de São Paulo).

## Líneas de SPTrans
Líneas de la SPTrans que salen de la Estación Bresser-Mooca del Metro:
| N.º de línea | Destino                      |
| ------------ | ---------------------------- |
| 372F/10      | Universidade São Judas Tadeu |
| 373T/10      | Jardim Itápolis              |
| 575N/10      | Metro Ana Rosa               |
| 573A/10      | Vila Alpina                  |
| 573H/10      | Hospital Sapopemba           |

## Tabla
| Sigla | Estación      | Inauguración         | Capacidad                  | Integración              | Plataformas | Posición    | Comentarios                                                            |
| ----- | ------------- | -------------------- | -------------------------- | ------------------------ | ----------- | ----------- | ---------------------------------------------------------------------- |
| BRE   | Bresser-Mooca | 23 de agosto de 1980 | 20 mil pasajeros hora/pico | Bilhete Único de SPTrans | Central     | Superficial | Su nombre fue modificado, el 25 de julio de 2006, para "Bresser-Mooca" |